# ヒュンフェルデン
ヒュンフェルデン (ドイツ語: Hünfelden) は、ドイツ連邦共和国ヘッセン州ギーセン行政管区のリムブルク＝ヴァイルブルク郡に属す町村である。

## 地理

### 位置
ヒュンフェルデンは、ヘッセン州の州都ヴィースバーデンの北側のタウヌス山地に位置しており、ヒューナー街道（連邦道 B417号線）に面している。

### 隣接する市町村
ヒュンフェルデンは、北はリムブルク・アン・デア・ラーンおよびブレヒェン、東はゼルタースおよびバート・カムベルク（以上いずれもリムブルク＝ヴァイルブルク郡）、南はヒュンシュテッテンおよびアールベルゲン（ともにラインガウ＝タウヌス郡）、西はアール＝アインリヒ連合自治体およびディーツ連合自治体（ともにラインラント＝プファルツ州ライン＝ラーン郡）と境を接している。

### 自治体の構成
この町は、かつて独立した町村であった以下の7地区から構成されている。
- ダウボルン（2.714人）
- キールベルク（2,295人）
- メンスフェルデン（1,297人）
- ヘリンゲン（983人）
- ナウハイム（882人）
- オーレン（774人）
- ネースバッハ（761人）

人口は2019年1月1日現在の数値である。

## 歴史
自治体ヒュンフェルデンは、ヘッセン州の地域再編に伴い、1971年10月1日にそれまで独立した町村であったダウボルン、ヘーリンゲン、キルベルク、メンスフェルデン、ノイハイム、ネースバッハ、オーレンが合併して成立した。「ヒュンフェルデン」という町名は、ヘーリンゲン地区およびオーレン地区の周辺にハルシュタット時代の石塚 (ドイツ語: Hünengrab) が遺されていることにちなんで命名された。自治体成立時のこの町の人口は 6,952人であった。
この町に属す集落の最も古い文献記録は、775年のメンスフェルデンである。ダウボルン村、ヘーリンゲン村および現在のキルベルク地区内にあってやがて衰退したブーベンハイム村が、790年のプリュム修道院の財産目録に記録されている。現在のヒュンフェルデン町内を古い街道「ヴィア・プブリカ」およびヒューナー街道（現在の連邦道 B417号線）が通っていた。1355年にキルベルクに城塞が建設された。
1235年にシトー会グナーデンタール女子修道院が創建された。この修道院は1590年に大きな尼僧宿舎を建設した。宗教改革後この施設は、ナッサウの邦有地となった。1969年にここでキリスト教コミュニティ「イエズス兄弟団」が設立された。

## 行政

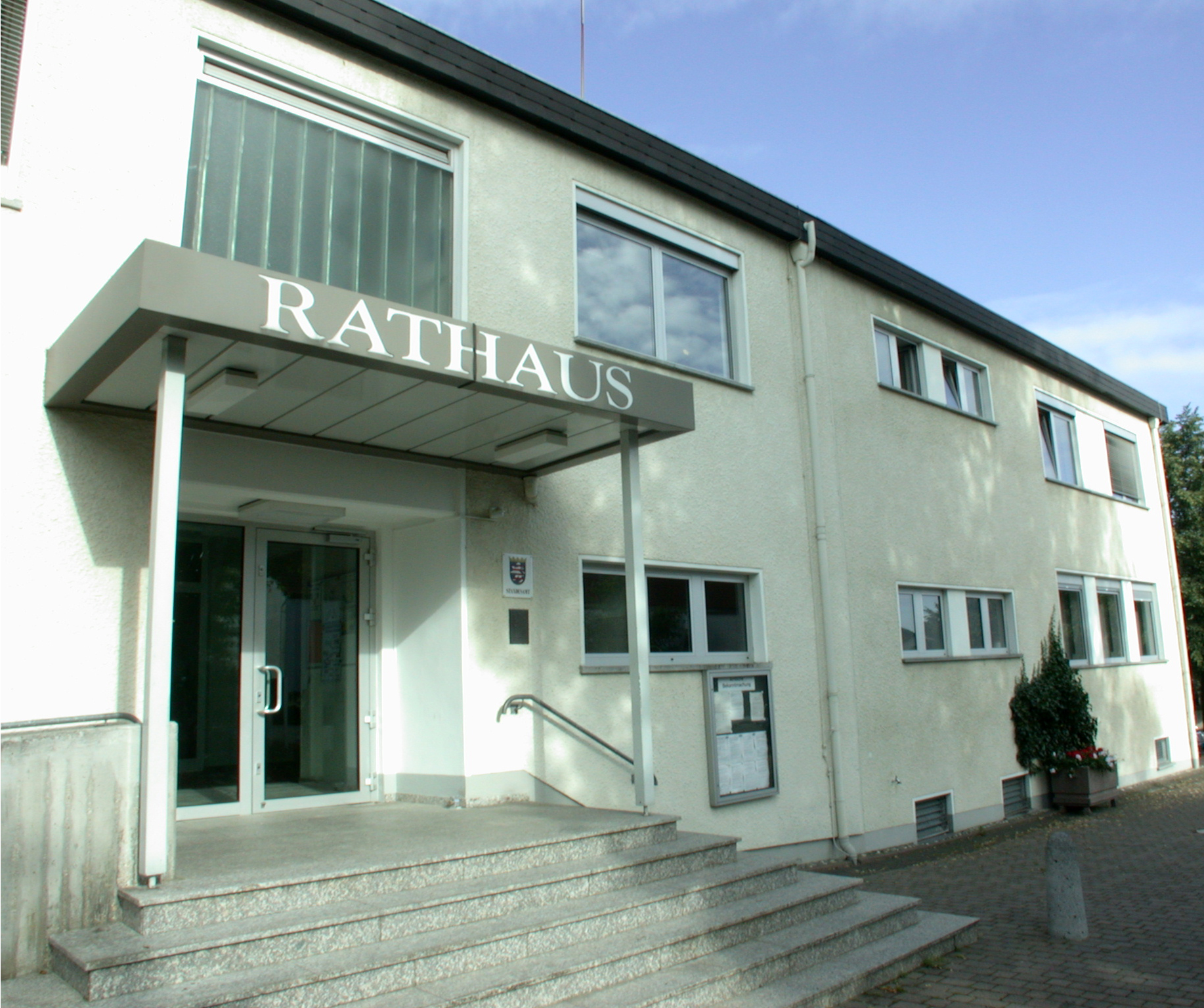
ヒュンフェルデンの町役場

### 議会
ヒュンフェルデンの町議会は 31議席からなる。

### 首長
ヘッセン州の自治体法によれば、首長は町参事会の代表者である。ヒュンフェルデンでは参事会は首長の他7人の名誉職の会員からなる。首長は2011年3月1日から無所属のジルヴィア・ショイ＝メンツァーが務めている。彼女の任期は2023年までである。彼女の前任者はノルベルト・ベジーアで、1999年から2011年まで町長を務めた。

## 文化と見所

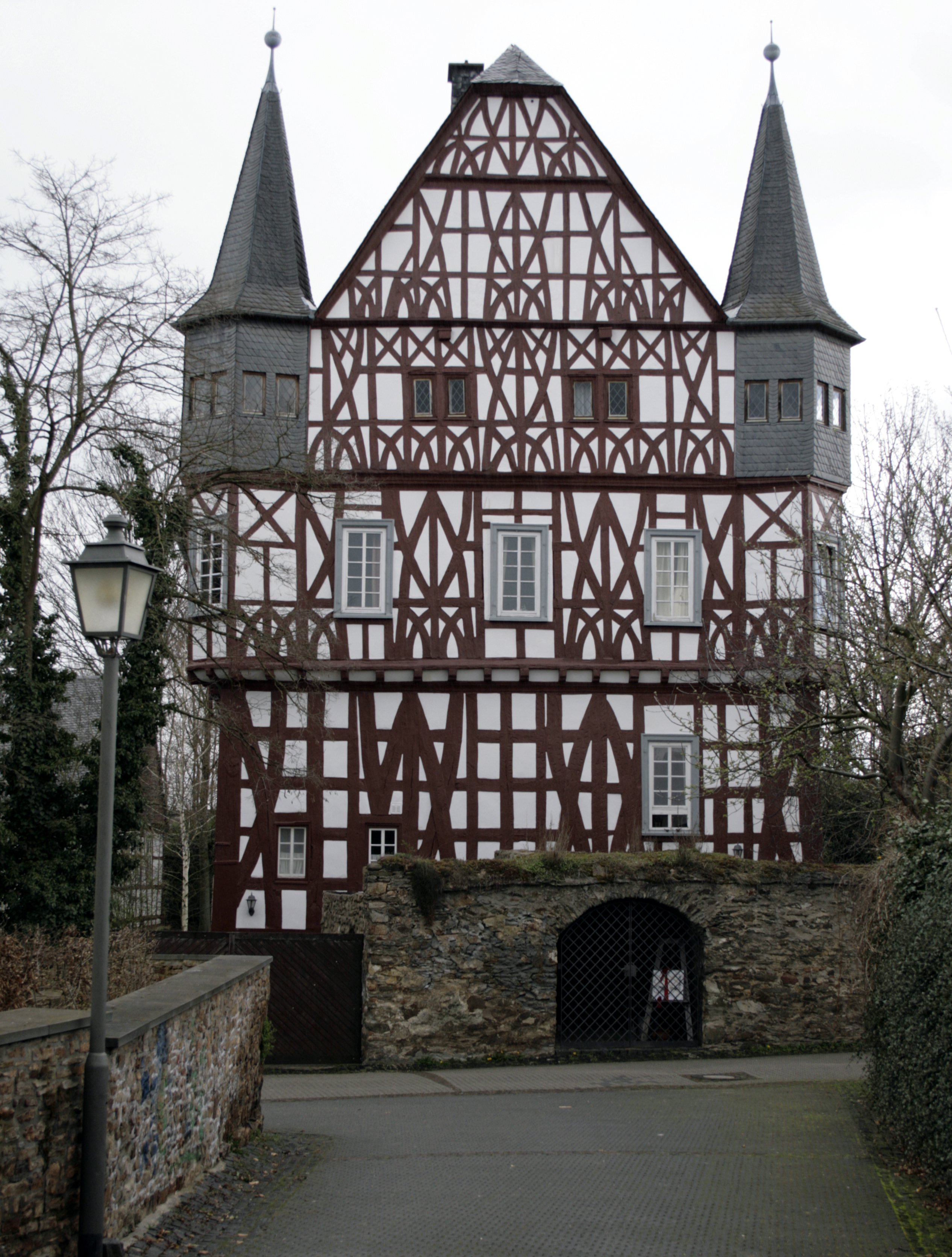
キルベルクのシュタインシェス・ハウス

### 建築

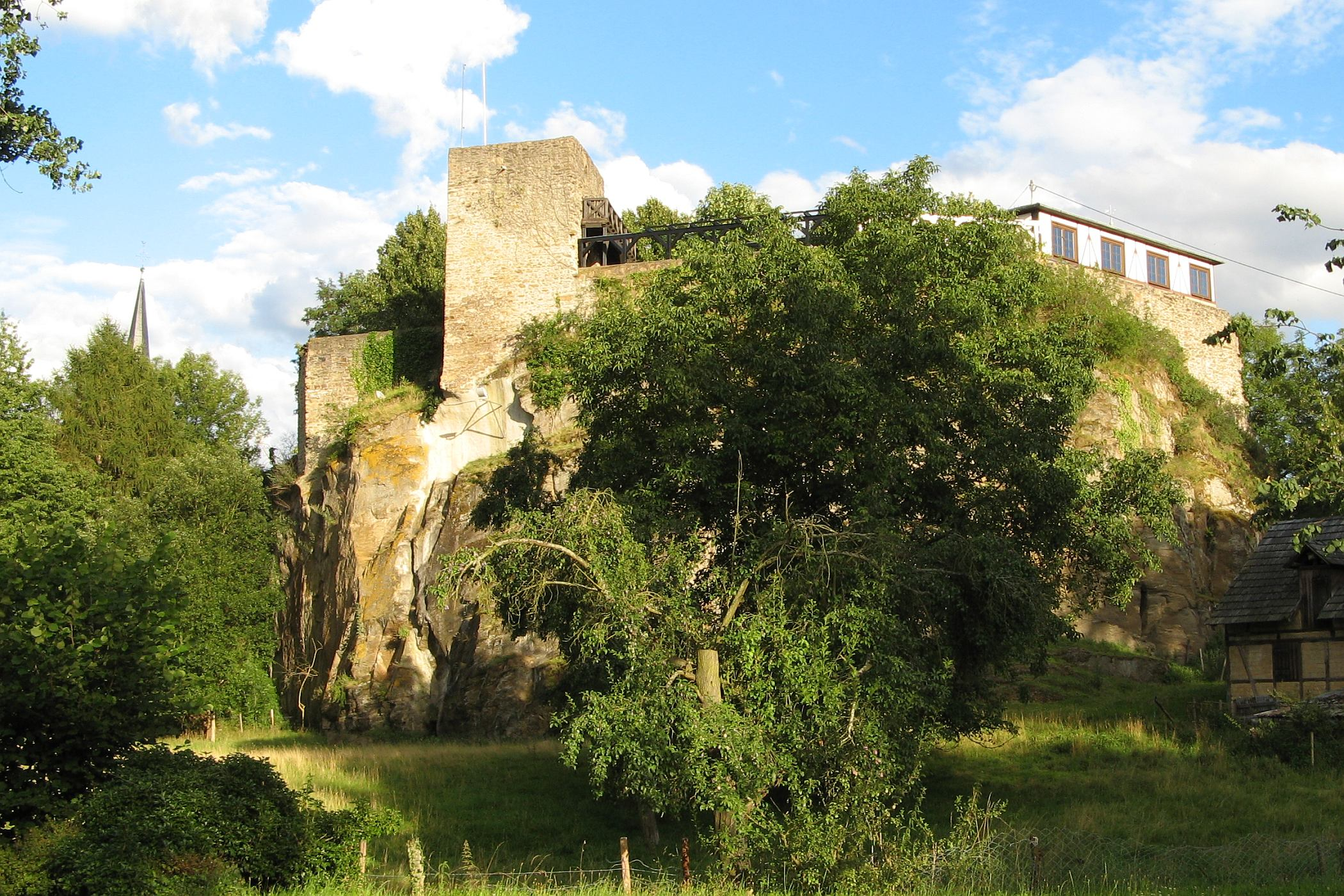
キルベルク城趾
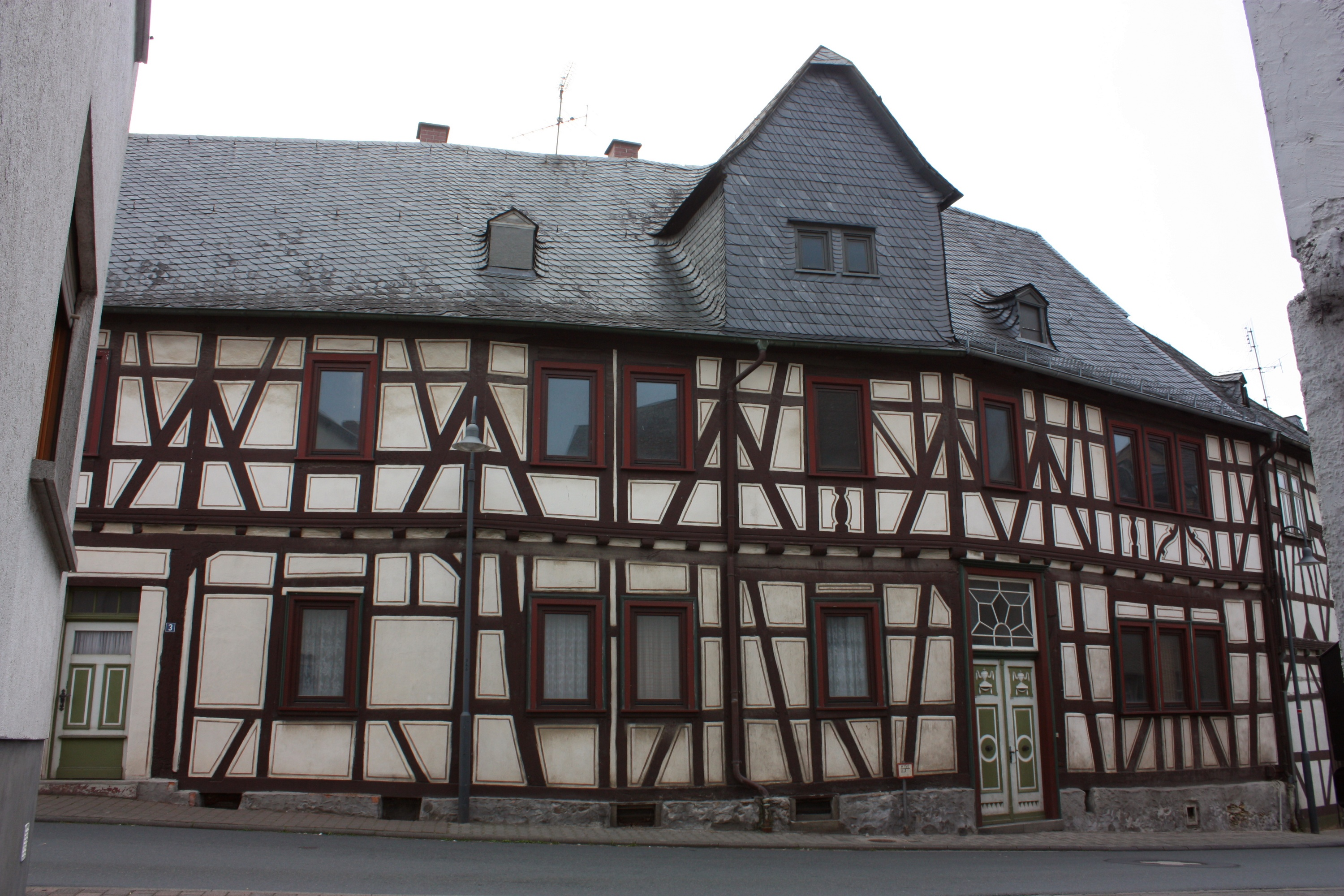
キルベルク地区の修復された木組み建築と旧町役場
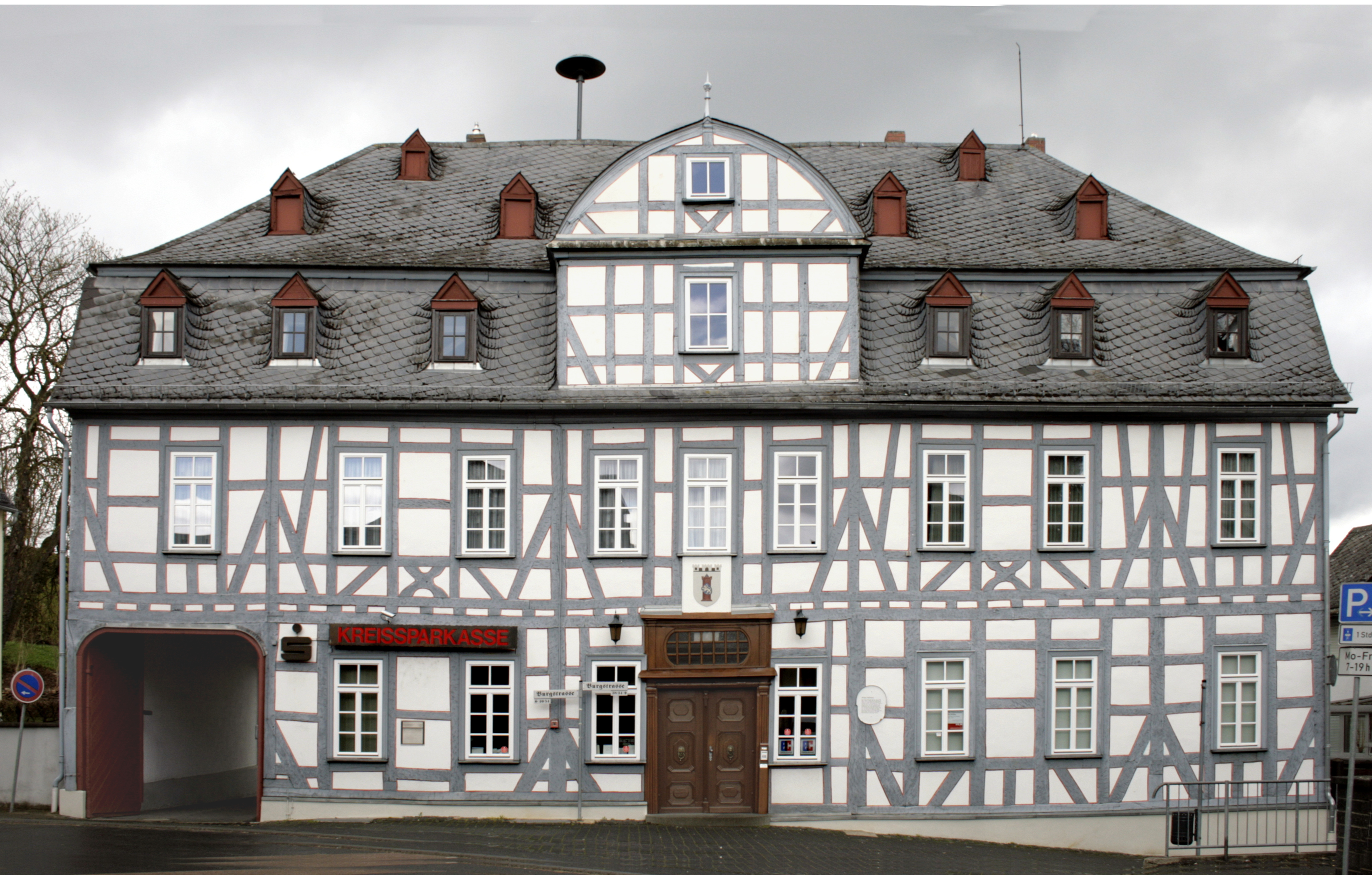
キルベルク地区のシュタインシェス・ハウス
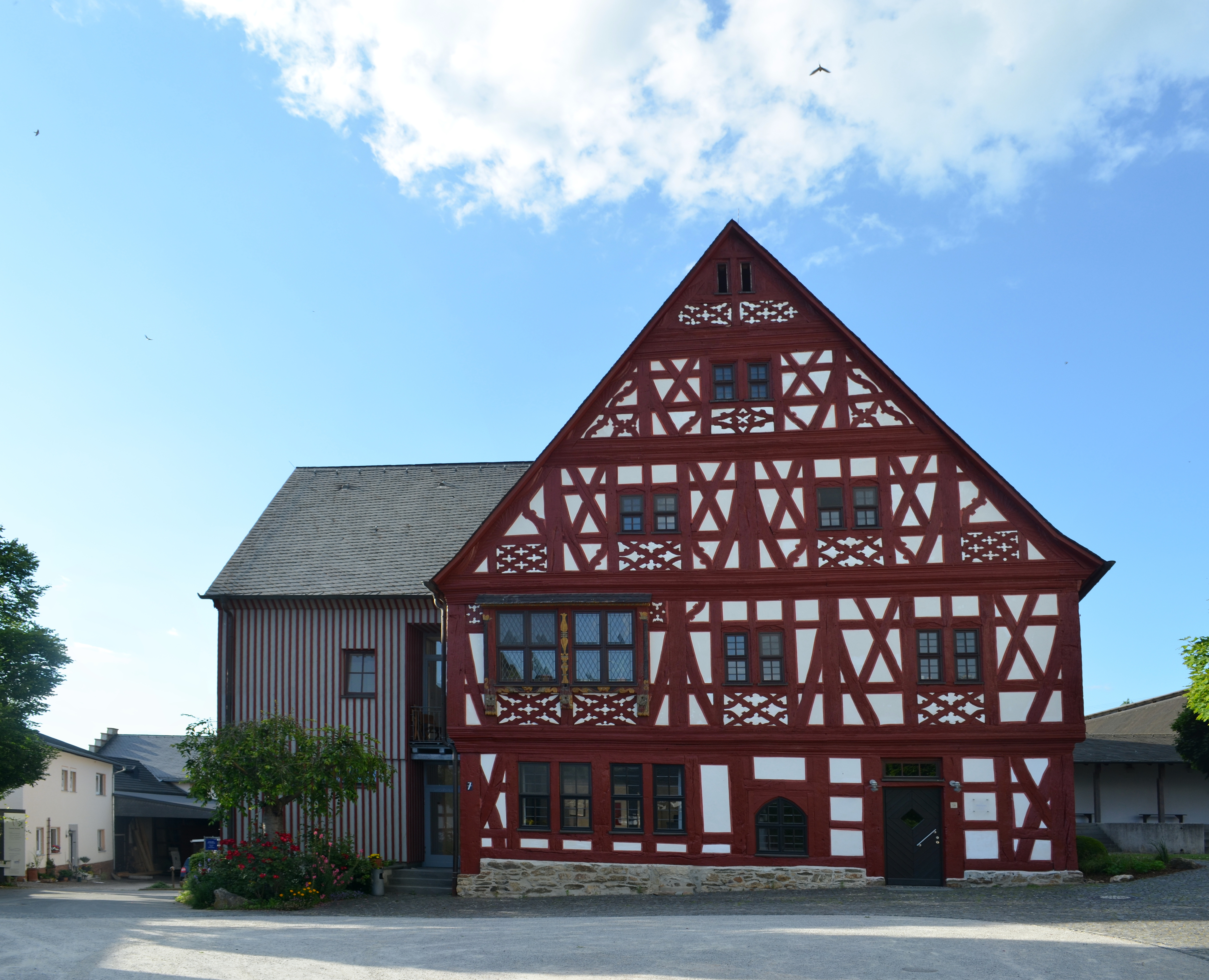
旧グナーデンタール修道院

- キルベルク城趾
- キルベルクの木組みの家
- キルベルクの旧町役場
- グナーデンタール修道院の尼僧宿舎

### 博物館
- キルベルクの郷土博物館

## 経済と社会資本
ヒュンフェルデンは田舎の風情を持つ人気の住宅地に発展した。ヴィースバーデンやリムブルクに至る連邦道 B417号線を有しており、交通の便が良い。少し離れた場所に連邦アウトバーン A3号線のリムブルク南インターチェンジおよびバート・カムベルク・インターチェンジがあり、これを利用してライン＝マイン地区へ素早く移動することができる。最寄りの広域鉄道の駅はリムブルク南駅である。

### 教育
フライヘル＝フォム＝シュタイン＝シューレは、基礎課程・本課程・実科学校で、ギムナジウム分課を有している。

### 公共施設
- キルベルク幼稚園
- ダウボルン幼稚園
- ヘーリンゲン幼稚園
- メンスフェルデン幼稚園
- ナウハイム幼稚園
- ネースバッハ幼稚園
- オーレン幼稚園
- キルベルク消防団
- ダウボルン消防団
- ヘーリンゲン消防団
- メンスフェルデン消防団
- ナウハイム消防団
- ネースバッハ消防団
- オーレン消防団